# ARM architektúra
Az ARM architektúra (korábban Advanced RISC Machine, azelőtt Acorn RISC Machine) egy 32/64 bites, az ARM Limited fejlesztette RISC CPU-architektúra, amely több beágyazott rendszerben található meg. Energiatakarékosságuk miatt az ARM architektúrájú CPU-k vezetnek a hordozható elektronikai piacon, ahol az alacsony energiafogyasztás fontos tervezési szempont.
Manapság az összes beágyazott 32 bites RISC CPU kb. 75%-a az ARM családból származik, így ez a világ egyik legelterjedtebb 32 bites architektúrája. Sokféle felhasználói elektronikai eszközben található ARM CPU, kezdve a hordozható eszközöktől (PDA-k, mobiltelefonok, médialejátszók, kézi számítógépkonzolok és számológépek), egészen a számítógép-perifériákig (merevlemezek, asztali routerek). A család kiemelten fontos ágai a Marvell Technology Group által fejlesztett XScale és a Texas Instruments által készített OMAP-sorozat.

## Történet

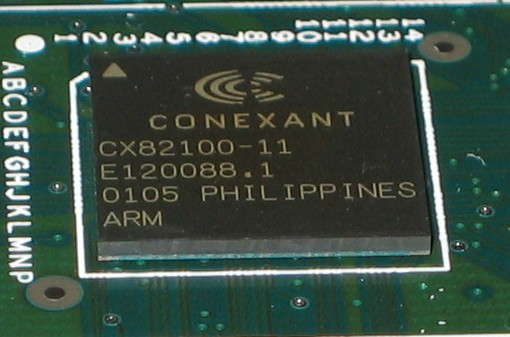
Egy Conexant ARM processzor, amely főként routerekben található

Az ARM fejlesztése egy kísérleti projektként indult 1983-ban az Acorn Computers Ltd-nél.
A Roger Wilson és Steve Furber vezette csoport egy MOS Technology 6502-re emlékeztető, ám annál fejlettebb processzort kezdett fejleszteni. Az Acorn sok, a 6502-re épülő számítógépet kínált, így egy hasonlóan programozható chip jelentős előnyt jelentett a cégnek.
A csapat 1985 áprilisában készült el az ARM1-nek nevezett fejlesztői mintákkal, majd az első eladásra szánt rendszerrel, az ARM2-vel a következő évben. Az ARM2 32 bites adatbusszal és 16 darab 32 bites regiszterrel rendelkezett, valamint 26 bitet használt címzésre (így összesen 64 MiB memória volt címezhető). Ezen regiszterek egyike szolgált a (szóhatárra igazított) utasításszámlálóként (program counter), úgy, hogy a felső 6 és alsó 2 bitje tárolta a processzor állapotjelző bitjeit. Valószínűleg az ARM2 volt a legegyszerűbb, használható 32 bites mikroprocesszor a világon, mindössze kb. 30 000 tranzisztorral (összehasonlításként: a Motorola 6 évvel korábbi 68000-es komplex utasításkészletű processzora kb. 70 000 tranzisztort tartalmazott). Ennek az egyszerűségnek a nagy része a mikrokód (a Motorola 68000 tranzisztorainak kb. negyede-harmada) és a – legtöbb mai CPU-ban megtalálható – gyorsítótár hiányának köszönhető. Az egyszerűsége miatti alacsony áramfelvétele ellenére jobb teljesítményt nyújtott, mint az Intel 80286-os. Egyik utódját, az ARM3-t, 4 Kbyte méretű gyorsítótárral készítették, mely a teljesítményt tovább növelte.

### Advanced RISC Machines Ltd. – ARM6

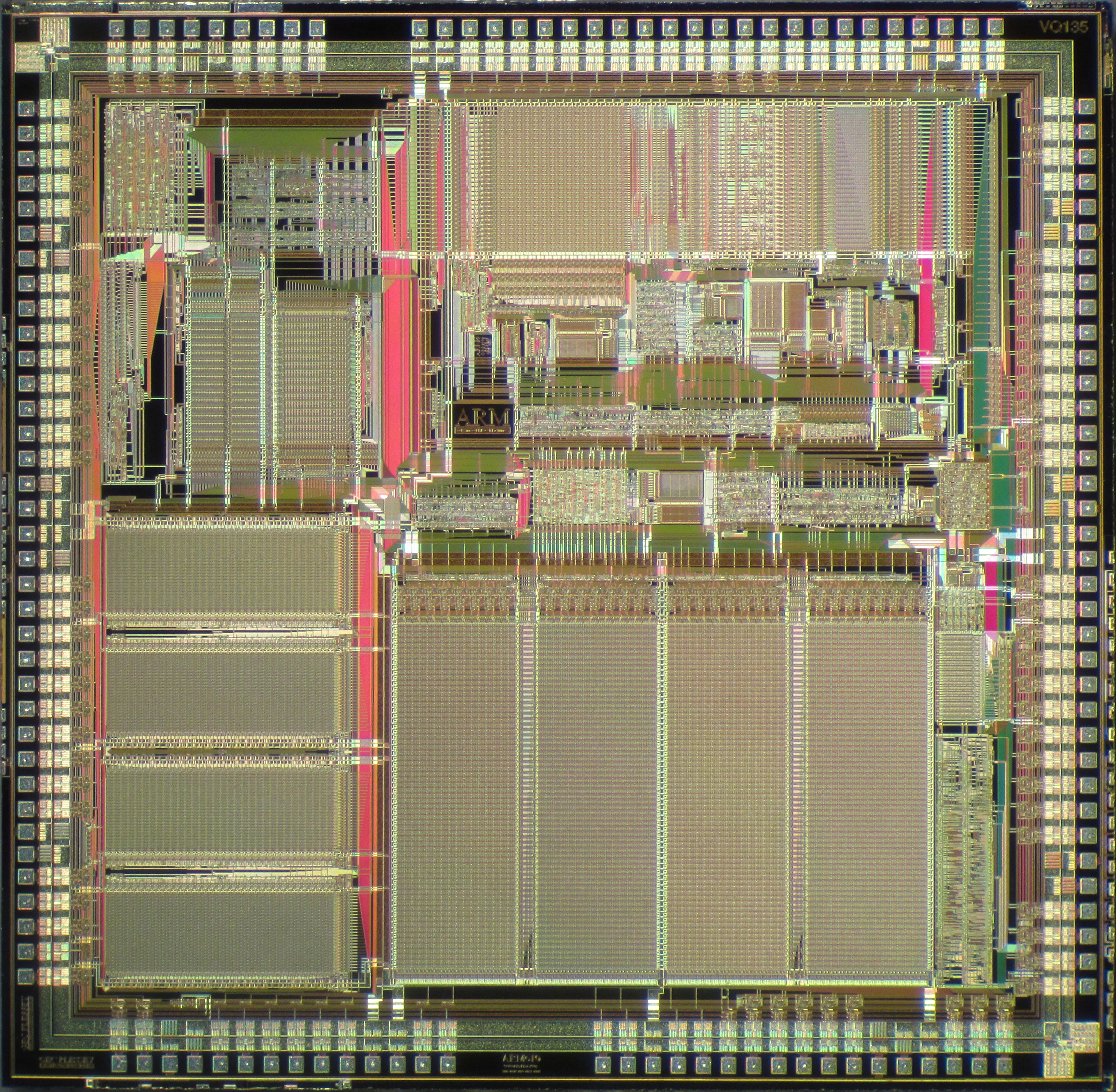
ARM610 mikroprocesszor-lapka

Mikroprocesszor-alapú rendszer egy chipen

Az 1980-as évek végén az Apple Computer és az Acorn együttműködésbe kezdett az ARM mag új változatának kidolgozásában. A munka annyira fontos volt az Acornnak, hogy a fejlesztőcsapatot 1990-ben egy új cégbe, az Advanced RISC Machines Ltd.-be szervezték, ami „ARM Ltd.”-re változott, amikor anyavállalata, az ARM Holdings plc, 1998-ban floatolt a Londoni Értéktőzsdén és a Nasdaqon. Ezért nevezik néha az ARM-ot Advanced RISC Machine-nak Acorn RISC Machine helyett.
Az új Apple–ARM együttműködésből született végül az ARM6, aminek első változatát 1991 elején adtak ki. Az ARM6 az ARM3 utódja. Az Apple az ARM6-alapú ARM610-et az Apple Newton PDA-k processzoraként használta, míg később StrongARM processzorokra nem váltottak.
Az ARM610 volt az első olyan ARM processzor, amely teljes 32 bites címtartományt támogatott, így 4 GiB memóriát képes leképezni. Ezen kívül memóriavezérlővel (MMU) és 4 KiB belső utasítás-gyorsítótárral is rendelkezik. Az ARMv3 utasításkészletet támogatja. Visszafelé kompatibilis a korábbi 26 bites címzési módú üzemmódokkal. 20, 25, 30, 33 és 40 MHz-es órajelű változatai jelentek meg 1993 és 1994-ben.

### Korai licencelők
1994-ben az Acorn az ARM610-et alkalmazta fő központi egységként (CPU) saját RiscPC számítógépeiben. A DEC megvásárolta az architektúra licencét (ezzel némi zavart okozva, mivel ők gyártották a DEC Alpha-t is), és elkészítette a StrongARM-ot. 233 MHz-en a StrongARM mindössze 1 watt energiát használt, az újabb változatok pedig még kevesebbet. Ezt a fejlesztést később egy peres egyezség részeként átadták az Intelnek, és az így kibővítette RISC processzorainak vonalát (i860, i960) a StrongARM-mal. Az Intel később kifejlesztette saját nagy teljesítményű implementációját (XScale) néven, melyet aztán eladott a Marvell csoportnak. Az ARM mag tranzisztorszáma lényegében változatlan maradt a változások során: az ARM2 30 000 tranzisztorral rendelkezik, míg az ARM6-ban a tranzisztorszám csak 35 000-re nőtt.

### Piaci részesedés
2005-ben az összes eladott mobiltelefon mintegy 98% -a használt legalább egy ARM processzort. 2010-ben az ARM architektúrákon alapuló chipek gyártói 6,1 milliárd ARM-alapú processzor szállításáról számoltak be, ami az okostelefon-ok 95%-át, a digitális televíziók és set-top boxok 35%-át, valamint a mobil számítógépek 10%-át teszi ki. 2011-ben a 32 bites ARM architektúra volt a legszélesebb körben használt architektúra a mobil eszközökben és a legnépszerűbb 32 bites a beágyazott rendszerekben. 2013-ban 10 milliárdot gyártottak és ARM-alapú chipek találhatók a világ mobil eszközeinek közel 60%-ában.

### Üzleti stratégia
Az elképzelés szerint a gyártó az ARM mag mellé opcionális részeket kínál, amelyekkel egy teljes CPU összeállítható, így alacsony költséggel nagy teljesítmény érhető el.
Az ARM Ltd. szellemi terméket árul, és ezen licencek alapján építhetőek mikrokontrollerek és CPU-k az ARM magra. Legsikeresebb az ARM7TDMI volt, melyből több százmillió példányt adtak el majdnem minden mikrokontrollerrel.
Jelenleg az ARMv7 generáció a legelterjedtebb okostelefonokban, tabletekben és más okos eszközökben.
Az ARM Ltd.-t 2016-ban felvásárolta egy japán befektetői csoport.

## ARM magok
| Család    | Architektúra | Mag                 | Képességek                                                                                        | Gyorsítótár (I/D)/MMU                      | Tipikus MIPS @ MHz                                                     | Felhasználása |
| --------- | ------------ | ------------------- | ------------------------------------------------------------------------------------------------- | ------------------------------------------ | ---------------------------------------------------------------------- | --- |
| ARM1      | ARMv1        | ARM1                |                                                                                                   | Nincs                                      |                                                                        | ARM Evaluation System második processzor a BBC Micro mikrogépben |
| ARM2      | ARMv2        | ARM2                | MUL (szorzás) művelet                                                                             | Nincs                                      | 4 MIPS @ 8 MHz                                                         | Acorn Archimedes, Chessmachine |
| ARM2      | ARMv2a       | ARM250              | Integrált MEMC (memória-kezelő modul), grafikus és I/O processzor. SWP és SWPB (csere) utasítások | Nincs, MEMC1a                              | 7 MIPS @ 12 MHz                                                        | Acorn Archimedes |
| ARM3      | ARMv2a       | ARM2a               | Processzor gyorsítótár                                                                            | 4K egységes                                | 12 MIPS @ 25 MHz                                                       | Acorn Archimedes |
| ARM6      | ARMv3        | ARM60               | 32 bites memóriacímek támogatása (korábban: 26 bit)                                               | Nincs                                      | 10 MIPS @ 12 MHz                                                       | 3DO Interactive Multiplayer, Zarlink GPS vevő |
| ARM6      | ARMv3        | ARM600              | Cache és segédprocesszor busz (FPA10-es egység számára)                                           | 4K egységes                                | 28 MIPS @ 33 MHz                                                       | |
| ARM6      | ARMv3        | ARM610              | Cache, nincs segédprocesszor busz                                                                 | 4K egységes                                | 17 MIPS @ 20 MHz                                                       | Acorn Risc PC 600, Apple Newton 100 series |
| ARM7      | ARMv3        | ARM700              |                                                                                                   | 8KB egységes                               | 40 MHz                                                                 | |
| ARM7      | ARMv3        | ARM710a             |                                                                                                   | 8KB egységes                               | 40 MHz                                                                 | Acorn Risc PC 700, Apple eMate 300 |
| ARM7      | ARMv3        | ARM7100             | Integrált SoC.                                                                                    | 8KB egységes                               | 18 MHz                                                                 | Psion Series 5 |
| ARM7      | ARMv3        | ARM7500             | Integrált SoC.                                                                                    | 4KB egységes                               | 40 MHz                                                                 | Acorn A7000 |
| ARM7      | ARMv3        | ARM7500FE           | Integrált SoC. FPA és EDO memória vezérlő.                                                        | 4KB egységes                               | 56 MHz                                                                 | Acorn A7000+ |
| ARM7TDMI  | ARMv4T       | ARM7TDMI(-S)        | 3 fokozatú futószalag                                                                             | Nincs                                      | 15 MIPS @ 16.8 MHz                                                     | Game Boy Advance, Nintendo DS, iPod, Lego NXT |
| ARM7TDMI  | ARMv4T       | ARM710T             |                                                                                                   | 8KB egységes, MMU                          | 36 MIPS @ 40 MHz                                                       | Psion Series 5mx |
| ARM7TDMI  | ARMv4T       | ARM720T             |                                                                                                   | 8KB egységes, MMU                          | 60 MIPS @ 59.8 MHz                                                     | Zipit |
| ARM7TDMI  | ARMv4T       | ARM740T             |                                                                                                   | MPU                                        |                                                                        | |
| ARM7TDMI  | ARMv5TEJ     | ARM7EJ-S            | Jazelle DBX, Enhanced DSP utasítások, 5-lépéses pipeline                                          | Nincs                                      |                                                                        | |
| StrongARM | ARMv4        | SA-110              |                                                                                                   | 16KB/16KB, MMU                             | 200 MHz                                                                | Apple Newton 2x00 series, Risc PC, Rebel/Corel Netwinder, Chalice CATS, Psion Netbook |
| StrongARM | ARMv4        | SA-1110             |                                                                                                   | 16KB/16KB, MMU                             | 233 MHz                                                                | LART, Intel Assabet, Ipaq H36x0, Balloon2, Zaurus SL-5x00 |
| ARM9TDMI  | ARMv4T       | ARM9TDMI            | 5-lépéses pipeline                                                                                | Nincs                                      |                                                                        | |
| ARM9TDMI  | ARMv4T       | ARM920T             |                                                                                                   | 16KB/16KB, MMU                             | 200 MIPS @ 180 MHz                                                     | Armadillo, GP32,GP2X (első mag), Tapwave Zodiac (Motorola i. MX1), Hp49g+, Sun SPOT, Samsung SC32442 (HTC TyTN, FIC Neo1973) |
| ARM9TDMI  | ARMv4T       | ARM922T             |                                                                                                   | 8KB/8KB, MMU                               |                                                                        | |
| ARM9TDMI  | ARMv4T       | ARM940T             |                                                                                                   | 4KB/4KB, MPU                               |                                                                        | GP2X (második mag) |
| ARM9E     | ARMv5TE      | ARM946E-S           | Enhanced DSP utasítások                                                                           | változó, szorosan csatolt memóriák, MPU    |                                                                        | Nintendo DS, Nokia N-Gage Conexant 802.11 chipek |
| ARM9E     | ARMv5TE      | ARM966E-S           |                                                                                                   | Nincs, TCMs                                |                                                                        | ST Micro STR91xF (Ethernet ) |
| ARM9E     | ARMv5TE      | ARM968E-S           |                                                                                                   | Nincs, TCMs                                |                                                                        | |
| ARM9E     | ARMv5TEJ     | ARM926EJ-S          | Jazelle DBX, Enhanced DSP utasítások                                                              | változó, TCMs, MMU                         | 220 MIPS @ 200 MHz,                                                    | Mobile phones: Sony Ericsson (K, W sorozatok), Siemens és Benq (x65 sorozat és újabbak), Texas Instruments OMAP1710, Qualcomm MSM6100, MSM6125, MSM6225, MSM6245, MSM6250, MSM6255A, MSM6260, MSM6275, MSM6280, MSM6300, MSM6500, MSM6800          |
| ARM9E     | ARMv5TE      | ARM996HS            | Órajel-mentes processzor, Enhanced DSP utasítások                                                 | Nincs, TCMs, MPU                           |                                                                        | |
| ARM10E    | ARMv5TE      | ARM1020E            | (VFP), 6 fokozatú futószalag, Enhanced DSP utasítások                                             | 32KB/32KB, MMU                             |                                                                        | |
| ARM10E    | ARMv5TE      | ARM1022E            | (VFP)                                                                                             | 16KB/16KB, MMU                             |                                                                        | |
| ARM10E    | ARMv5TEJ     | ARM1026EJ-S         | Jazelle DBX, Enhanced DSP utasítások                                                              | Változó, MMU or MPU                        |                                                                        | |
| XScale    | ARMv5TE      | 80200/IOP310/IOP315 | I/O Processzor, Enhanced DSP utasítások                                                           |                                            |                                                                        | |
| XScale    | ARMv5TE      | 80219               |                                                                                                   |                                            | 400/600 MHz                                                            | Thecus N2100 |
| XScale    | ARMv5TE      | IOP321              |                                                                                                   |                                            | 600 BogoMips @ 600 MHz                                                 | Iyonix |
| XScale    | ARMv5TE      | IOP33x              |                                                                                                   |                                            |                                                                        | |
| XScale    | ARMv5TE      | IOP34x              | 1-2 mag, RAID gyorsítás                                                                           | 32K/32K L1, 512K L2, MMU                   |                                                                        | |
| XScale    | ARMv5TE      | PXA210/PXA250       | Alkalmazás processzor, 7 fokozatú futószalag                                                      |                                            |                                                                        | Zaurus SL-5600, iPAQ H3900 |
| XScale    | ARMv5TE      | PXA255              |                                                                                                   | 32KB/32KB, MMU                             | 400 BogoMips @ 400 MHz                                                 | Gumstix, Palm Tungsten E2,Mentor Ranger & Stryder |
| XScale    | ARMv5TE      | PXA26x              |                                                                                                   |                                            | alapbeállítás 400 MHz, 624 MHz-ig                                      | Palm Tungsten T3 |
| XScale    | ARMv5TE      | PXA27x              | Alkalmazás processzor                                                                             |                                            | 800 MIPS @ 624 MHz                                                     | HTC Universal, Zaurus SL-C1000, 3000, 3100, 3200, Dell Axim x30, x50, x51 sorozatok, Motorola Q, Balloon3, Trolltech Greenphone, Palm TX, Motorola Ezx Platform A728, A780, A910, A1200, E680, E680i, E680g, E690, E895, Rokr E2, Rokr E6          |
| XScale    | ARMv5TE      | PXA800(E)F          |                                                                                                   |                                            |                                                                        | |
| XScale    | ARMv5TE      | Monahans            |                                                                                                   |                                            | 1000 MIPS @ 1.25 GHz                                                   | |
| XScale    | ARMv5TE      | PXA900              |                                                                                                   |                                            |                                                                        | Blackberry 8700, Blackberry Pearl (8100) |
| XScale    | ARMv5TE      | IXC1100             | Control Plane Processzor                                                                          |                                            |                                                                        | |
| XScale    | ARMv5TE      | IXP2400/IXP2800     |                                                                                                   |                                            |                                                                        | |
| XScale    | ARMv5TE      | IXP2850             |                                                                                                   |                                            |                                                                        | |
| XScale    | ARMv5TE      | IXP2325/IXP2350     |                                                                                                   |                                            |                                                                        | |
| XScale    | ARMv5TE      | IXP42x              |                                                                                                   |                                            |                                                                        | NSLU2 |
| XScale    | ARMv5TE      | IXP460/IXP465       |                                                                                                   |                                            |                                                                        | |
| ARM11     | ARMv6        | ARM1136J(F)-S       | SIMD, Jazelle DBX, (VFP), 8 fokozatú futószalag                                                   | Változó, MMU                               | 740 @ 532-665 MHz (i.MX31 SoC), 400-528 MHz                            | Texas Instruments OMAP2420 (Nokia N95, Nokia N93), Zune, Nokia N800, Qualcomm MSM7200 (integrált ARM926EJ-S segédprocesszorral@274 MHz, a HTC TyTN II-ban (Kaiser) és HTC Nike-ban), Amazon Kindle 3 (keyboard) e-könyv olvasó (Freescale i.MX353) |
| ARM11     | ARMv6T2      | ARM1156T2(F)-S      | SIMD, Thumb-2, (VFP), 9 fokozatú futószalag                                                       | variable, MPU                              |                                                                        | |
| ARM11     | ARMv6KZ      | ARM1176JZ(F)-S      | SIMD, Jazelle DBX, (VFP)                                                                          | változó, MMU+TrustZone                     |                                                                        | Apple iPhone, Conexant CX2427X, Motorola RIZR Z8, Raspberry Pi |
| ARM11     | ARMv6K       | ARM11 MPCore        | 1-4 core SMP, SIMD, Jazelle DBX, (VFP)                                                            | változó, MMU                               |                                                                        | |
| Cortex    | ARMv7-A      | Cortex-A8           | Alkalmazás profil, VFP, NEON, Jazelle RCT, Thumb-2, 13 fokozatú szuperskalár futószalag           | Változó (L1+L2), MMU+TrustZone             | 2000-ig (2.0 DMIPS/MHz a 600 MHz-től több mint 1 GHz-ig)               | Texas Instruments OMAP3, Barnes and Noble Nookcolor e-könyv-olvasó (TI OMAP3621 processzor) |
| Cortex    | ARMv7-A      | Cortex-A9           | Alkalmazás profil, (VFP), (NEON), Jazelle RCT és DBX, Thumb-2, Spekulatív szuperskaláris          | MMU+TrustZone                              | 2.0 DMIPS/MHz                                                          | Samsung Galaxy S II |
| Cortex    | ARMv7-A      | Cortex-A9 MPCore    | As Cortex-A9, 1-4 core SMP                                                                        | MMU+TrustZone                              | 2.0 DMIPS/MHz                                                          | |
| Cortex    | ARMv7-R      | Cortex-R4(F)        | Embedded profile, (FPU)                                                                           | Változó gyorsítótár, opcionális MPU        | 600 DMIPS                                                              | Broadcom az egyik felhasználója |
| Cortex    | ARMv7-M      | Cortex-M3           | Microvezérlő profil, csak Thumb-2                                                                 | Nincs gyorsítótár, (MPU)                   | 125 DMIPS @ 100 MHz                                                    | Luminary Micro mikrovezérlő család, ST Microelectronics STM32 |
| Cortex    | ARMv6-M      | Cortex-M1           | FPGA-ra tervezett, Microkontroller profil, Thumb-2 (BL, MRS, MSR, ISB, DSB, and DMB).             | Nincs, opcionális szorosan csatolt memória | 136 DMIPS-ig @ 170 MHz (0.8 DMIPS/MHz, MHz érhető el FPGA-tól függően) | "Az Actel ProASIC3 és Actel Fusion PSC eszközök 2007 harmadik negyedévében várhatók" |

## Felépítés
Az egyszerűség és gyorsaság miatt mikrokód nélkül készült, mint a korábbi Acorn mikroszámítógépekben használt, jóval egyszerűbb 8 bites 6502.
Az ARM architektúra a következő RISC képességekkel rendelkezik:
- Load/store architektúra
- Csak illesztett (aligned) memória elérés az ARMv6-ig
- Ortogonális utasítás-készlet
- Nagy, 16×32 bit regiszter-készlet
- Egységes, 32 bites utasítások (egyszerűbb dekódolás és pipelining, csökkentett kódsűrűség)
- Többnyire egy-ciklusos végrehajtás

Az egyszerűbb felépítés kompenzálására, néhány egyedi jellemzőt is hozzáadtak:
- A legtöbb utasításhoz feltételes végrehajtás, így csökkentve az elágazás idejét és kompenzálva az elágazás predikátor hiányát.
- Az aritmetikai utasítások a feltételes kód-regisztert csak kérésre módosítják
- 32 bites léptető, amellyel teljesítmény-veszteség nélkül lehet aritmetikai és cím-számolásokat végezni
- Erőteljes indexelt címzési módok
- Egyszerű, de gyors, két prioritási szintű megszakítás-alrendszer, cserélt regiszer-készlettel

Egy érdekes ARM újítás a 4 bites feltételes kód minden utasítás elején, így minden utasítás végrehajtása feltételhez köthető. Ez jelentősen korlátozza a memória-elérési utasításokban az eltolást, viszont rövid if utasítások esetén szükségtelenné teszi az elágazás utasításokat. A standard példa erre az Euklideszi algoritmus:
C programozási nyelven a ciklus:
```
 
int
 
gcd
 
(
int
 
i
,
 
int
 
j
)
 
{

    
while
 
(
i
 
!=
 
j
)
 
{

       
if
 
(
i
 
>
 
j
)

           
i
 
-=
 
j
;

       
else

           
j
 
-=
 
i
;

    
}

    
return
 
i
;

 
}

```

ARM assembly-ben a ciklus:
```
 
loop
   
CMP
    
Ri
,
 
Rj
       
; a feltétel beállítása: GT - nagyobb, mint (i > j),

                            
;               LE - kisebb vagy egyenlő, mint (i <= j)

                            
;               NE - Nem egyenlő (i != 0)

        
SUBGT
  
Ri
,
 
Ri
,
 
Rj
   
; ha "GT", i = i-j;

        
SUBLE
  
Rj
,
 
Rj
,
 
Ri
   
; ha "LE", j = j-i;

        
BNE
    
loop
         
; ha "NE", akkor ugrás a loop-hoz

```

így elkerülhetőek az elágazások a then és az else kikötések körül.
Az utasításkészlet egy másik egyedi képessége a léptető és forgató utasítások beépíthetősége az adatfeldolgozó (aritmetikai, logikai, és regiszter-regiszter mozgatás) utasításokban, így például a következő C utasítás
a += (j << 2); 
egy egy-ciklusú utasítás lehet az ARM-on: ADD Ra, Ra, Rj, LSL #2 .
Ennek eredményeképp egy szokásos ARM program jóval sűrűbb és kevesebb memória-hozzáféréssel rendelkezik, mint elvárnánk; így a pipeline hatékonyabban kihasználható. Bár az ARM egy sokak által alacsonynak vélt sebességen fut, felveszi a versenyt összetettebb CPU architektúrákkal.
Az ARM processzoroknak vannak további, RISC architektúrán ritkán látott képességei, például az utasításszámláló-relatív címzés (az utasításszámláló az egyike az ARM processzorok 16 bites regisztereinek), elő- és utónövekményes címzési módok.
Említésre méltó még, hogy bár az ARM már jó ideje elérhető, az utasítás-készlet alig nőtt. Például néhány korai processzor (az ARM7TDMI előttiek), nem rendelkezett 2 byte-os betöltővel, így ezeken lehetetlen olyan kódot gyártani, amely úgy működne, ahogy az elvárható egy C "volatile short" objektumnál.
Az ARM7 és a legtöbb korábbi felépítés háromfokozatú utasítás-futószalaggal rendelkeztek: utasításbehívás, dekódolás és végrehajtás. A nagyobb teljesítményűek, mint az ARM9, ötfokozatú futószalaggal rendelkeznek. A nagyobb teljesítmény elérésének módjai között szerepel a gyorsabb összeadó és a kiterjedtebb predikciós rendszer.
Az architektúra utasításkészlete kiegészíthető „koprocesszorok” használatával, amelyek szoftveresen címezhetőek az MCR, MRC, MRRC és MCRR utasításokkal. A koprocesszor-tér 16 logikai koprocesszorra van felosztva (0-tól 15-ig számozva), a 15-ös (cp15) tipikus vezérlési funkcióknak (gyorsítótár és memóriakezelés) van fenntartva (ahol van).
Az ARM alapú gépekben a perifériák általában fizikai regisztereik ARM memóriájába, a koprocesszor-térbe vagy egy, a processzorhoz kapcsolódó másik eszköz (sín) való leképezésével kapcsolódnak a processzorhoz. A koprocesszor elérés kisebb késleltetésű, így néhány periféria (például az XScale megszakítás-vezérlő) mindkét módon elérhető (memórián és koprocesszoron keresztül is).

### Thumb
Az újabb ARM processzorok rendelkeznek egy tömörített utasításkészlettel, a Thumb-bal, amely 16 bites utasításokat használ (de továbbra is 32 bites adatokkal dolgozik). A Thumb rövidebb opkódjaival kevesebb funkció érhető el. Például csak az elágazások köthetők feltételhez és sok opkód nem érheti el a CPU regisztereit. A rövidebb opkódok használatával növekszik a kódsűrűség, annak ellenére, hogy néhány művelethez több utasítás szükséges. Különösen azokban a helyzetekben, melyekben a memória, port vagy busz kevesebb mint 32 bitre van korlátozva, a rövidebb Thumb opkódok jobb teljesítményt nyújtanak, mint a 32 bites, a limitált memória-sávszélesség jobb kihasználása miatt. A beágyazott hardvereknek többnyire kevesebb a 32 bites adatútja, a többi 16 bites, vagy még vékonyabb (pl.: a Game Boy Advance). Ebben az esetben van értelme a Thumb code-ra fordításának, majd a CPU-t inkább igénybe vevő részeket kézzel átírni a 32 bites nem Thumb utasításkészlettel, és utóbbiakat a 32 bites busz szélességű memóriába elhelyezni.
Az első Thumb utasítás dekóderrel készült processzor az ARM7TDMI volt. Az ARM9 és a későbbiek (ideértve az XScale-t is) rendelkeznek ilyen értelmezővel.

### DSP Enhancement utasítások
Az ARM digitális jelfeldolgozásra és multimédiás programokra fejlesztéseként néhány új utasítással egészítették ki.  Úgy tűnik, ezt az ARMv5TE és ARMv5TEJ nevekben az „E” jelöli.
Ezek az új utasítások gyakoriak a digitális jelfeldolgozó architektúrákban. Különböző variációk az előjeles szorzásra, telített összeadásra és kivonásra, a vezető nullák számolására.

### Jazelle
A Jazelle DBX (közvetlen bytekód futtatás) technológia segítségével néhány ARM architektúra képes Java bytekódot futtatni az ARM és Thumb futtatási módok mellett. Néhány bytekódot gyorsítva futtat, a többit szoftver-kérésekkel hajtja végre.
Az első Jazelle-t támogató processzor az ARM926EJ-S volt: a névben szereplő J jelöli a Jazelle-képességet. Ezt főként mobiltelefonokban használják, így gyorsítva a Java ME játékok és programok futását.

### Thumb-2
A Thumb-2, az ARM1156 core-ban, 2003-ban debütáló technológia, a Thumb 16 bites utasításkészletét egészíti ki 32 bites utasításokkal, hogy az utasításkészlet átfogóbb legyen. Így a Thumb-2 a Thumb kódsűrűségével és 32 bites memóriával rendelkező ARM utasításkészlet sebességével bír.
A Thumb-2 mind az ARM, mind a Thumb utasításkészletet kiegészíti új utasításokkal, így például bitmező-módosításokkal, ugrótáblákkal (elágazási tábla) és feltételes futtatással.
Minden ARMv7 chip támogatja a Thumb-2 utasításkészletet. Néhány chip, mint például a Cortex-M3 csak a Thumb-2-t támogatja. Másik Cortex és ARM 11 sorozatú chipek támogatják az „ARM utasításkészlet módot” és a „Thumb-2 utasításkészlet módot”.

http://www.linuxdevices.com/news/NS7814673959.html. [2012. december 9-i dátummal az eredetiből archiválva]. (Hozzáférés: 2009. április 18.)
.

### Thumb Futtatási környezet (ThumbEE)
A ThumbEE (esetleg Thumb-2EE), a 2005-ben bejelentett, majd a Cortex-A8 processzorban debütáló,  Jazelle RCT néven ismert technológia. A ThumbEE a Thumb-2 utasításkészletét egészíti ki úgy, hogy az alkalmas legyen futási időben létrehozott kód futtatására (pl. Just-in-time compilation – "Pont időben fordítás") megfelelően kezelt futtatókörnyezetekben. A ThumbEE célnyelvei között megtalálható a Limbo, a Java, a C#, a Perl és a Python, továbbá segítségével a JIT fordítók teljesítmény-veszteség nélkül képesek rövidebb kódot előállítani.
A ThumbEE nyújtotta új szolgáltatások között megtalálható a minden írás/olvasás műveletkor lefutó automatikus null pointer ellenőrzés (tömbhatár-ellenőrzésnél hasznos), az r8-r15 regiszterek (ezekben tárolódik a Jazelle/DBX Java virtuális gép állapota) elérhetősége, és az ún. handlerek („kezelők”: gyakran meghívott kódok) feltételhez kötése, így a magas szintű programozási nyelvek szolgáltatásai (mint például a memória-allokáció) egyszerűen megvalósíthatók).

### Advanced SIMD (NEON)
Az Advanced SIMD (Továbbfejlesztett Egy utasítás – több adat), a NEON néven ismert technológia a média és jelfeldolgozás gyorsítására kínál utasításokat. Egy 10 MHz-en futó NEON processzor képes MP3-dekódolására, egy 13 MHz-es pedig a GSM-eknél használt AMR (Adaptive Multi-Rate) kodek használatára. Az ASIMD új utasításokból, új regiszterkészletből és külön futtató hardverből áll. Támogatja a 8, 16, 32 ill. 64 bites egészeket és az egyszeres pontosságú lebegőpontos értékeket, melyeket SIMD módon kezel, így audió/videó/grafika- és játékszámításokra alkalmas. A NEON-ban a SIMD párhuzamosan akár 16 művelet elvégzésére is képes.

### Lebegőpontos koprocesszor (VFP)
A VFP egy az ARM-hoz készült segédprocesszor, az IEEE 754 szabványnak megfelelő lebegőpontos aritmetikát támogató, alacsony költségű megoldás (a Vector Floating Point rövidítése). A VFP széles körben felhasználhatóan támogatja a lebegőpontos számításokat, így például használható PDA-kban, nyomtatókban, set-top boxokban, autókban, okostelefonokban, hangtömörítésre és kitömörítésre, 3 dimenziós grafikára, valamint digitális audió feldolgozásra. Alkalmas továbbá egyszerűbb vektor-műveletekre, így SIMD párhuzamosságra. Ez jól kihasználható grafikai és jelfeldolgozó programoknál, a kód rövidítése és így az átviteli képesség növelése révén.
Az ARM-hoz készültek további lebegőpontos és/vagy SIMD segédprocesszorok (pl.: FPA, FPE, iwMMXt). Ezek az VFP funkcionalitását biztosít(hat)ják, de azzal nem opkód-kompatibilisek.

### Biztonsági kiterjesztések (TrustZone)
A TrustZone (TM) néven hirdetett biztonsági kiegészítések az ARMv6KZ-től kezdődően találhatók meg az architektúrákban. Ez egy olcsó alternatívát jelent a dedikált biztonsági mag beépítése mellett. A TrustZone két virtuális processzort szolgáltat, hardver-alapú biztonsági rendszerrel. Így egy program két állapot (ún. világ) között váltogathat, s a megbízható világból a kevésbé megbízhatóbb világba nem kerülhetnek információk. Ez a világ-váltás általában ortogonális a processzor további képességeivel, így mindkét világ függetlenül működhet egy rendszermagot használva. A memória és a perifériák is észlelik ezt a váltást, így engedhetik jelszavak és egyéb titkosított adatok elérését az eszközön. Egy tipikus felhasználási módja, hogy egy teljes értékű operációs rendszer fut a kevésbé megbízható világban, míg egy biztonságra specializált kód fut a megbízható világban.

## 64/32 bites architektúra

### ARMv8-A
A 2011 októberében bejelentett ARMv8-A megjelenése alapvető változást hozott az ARM architektúrába. A családot gyakran gyakran ARMv8-ként emlegetik, pedig ebben nem minden változat 64 bites, például az ARMv8-R sem. Ebben vezették be az „AArch64” jelölésű 64 bites végrehajtási állapotot (architektúrát) és az ennek megfelelő „A64”-gyel jelölt utasításkészletet. Az AArch64 biztosítja a felhasználói tér kompatibilitását a régi 32 bites ARMv7-A utasításkészlet-architektúrával, melyben az architektúra az „AArch32”, az utasításkészlet pedig az „A32” jelölést kapta. A Thumb utasításkészletek a „T32” jelölést kapták, ezeknek nincs 64 bites megfelelője. Az ARMv8-A lehetővé teszi 32 bites alkalmazások végrehajtását a 64 bites operációs rendszerekben, és a 32 bites operációs rendszerek futtatását egy 64 bites Hypervisor felügyelete alatt. Az ARM 2012. október 30-án jelentette be a Cortex-A53 és Cortex-A57 magokat. Az első fogyasztói termékbe épített ARMv8-A kompatibilis magot az Apple bocsátotta ki, ez volt az Apple A7 az iPhone 5S-ben. 
Az ARMv8-A architektúrát elsőként az AppliedMicro mutatta be, melyet egy FPGA-n megvalósított rendszerrel demonstrált. Az első ARMv8-A egylapkás rendszert (SoC) a Samsung készítette, ez az Exynos 5433 a Galaxy Note 4-ben, melyben egy big.LITTLE konfigurációnak megfelelő két klaszterbe szervezett négy Cortex-A57 és négy Cortex-A53 mag található, ám ezek csak AArch32 üzemmódban működnek.
Az AArch32 és AArch64 architektúrákhoz az ARMv8-A szabványosította a VFPv3/v4 és fejlett SIMD (NEON) kiterjesztéseket és AES és SHA-1/SHA-256 algoritmusokat támogató kriptográfia utasításokat is tartalmaz.

#### ARMv8.1-A
2014 decemberében jelentették be az ARMv8.1-A architektúrát, mely a v8.0-hoz képest „hozzáadott javításokkal” rendelkező frissítés. A hozzáadott javítások két kategóriába esnek:
- Változtatások az utasításkészletben
- Változtatások a végrehajtási modellben és a memóriafordításban

Az architektúrát alkalmazó termékek megjelenése 2015 közepén várható a szerver-CPU gyártók körében, és az Apple cég is feltehetőleg alkalmazza majd. „Az ARMv8.1-A architektúra inkrementális javításai a memóriacímzés, biztonság, virtualizáció és adatátviteli sebesség körül forognak. Az ARMv8-A kód futni fog a v8.1 magokon is.”

#### AArch64 jellemzők
- Új utasításkészlet, A64
  - 31 általános célú 64 bites regisztert tartalmaz
  - Dedikált SP vagy nulla regiszter: az r31 az SP veremmutató vagy a nulla-regiszter szerepét veszi fel az utasítástól függően; a nulla-regiszter a hardveres nulla értéket adja vissza
  - A programszámláló (PC) már nem érhető el közönséges regiszterként
  - Az utasítások még mindig 32 bit hosszúak és többnyire megegyeznek az A32-es párjukkal (az LDM/STM utasításokat és több feltételes végrehajtású utasítást elhagytak)
    - Párosított betöltő/tároló (load/store) utasítások (az LDM/STM helyett)
    - Megszüntették a feltételes végrehajtást (predication) a legtöbb utasításnál, az elágazásokat kivéve

  - Az utasítások többsége 32 bites vagy 64 bites argumentumokkal is szerepelhet
  - A címek 64 bitesként vannak értelmezve
- Advanced SIMD (NEON) javítások
  - 32 128 bites regiszter (16 helyett), a VFPv4-en (vektoros lebegőpontos koprocesszor-kiterjesztés) keresztül is elérhetők
  - Támogatja a dupla pontosságú lebegőpontos formátumot
  - Teljesen megfelel az IEEE 754 szabványnak
  - Az AES kódoló/dekódoló és SHA-1/SHA-2 hash-képző utasítások szintén ezeket a regisztereket használják
- Új kivételrendszer (exception)
  - Kevesebb regiszterbank és üzemmód
- A 48 bites virtuális címekről való címfordítás a már létező nagy fizikai címkezelő kiterjesztésen (Large Physical Address Extension, LPAE) alapul, ami könnyen kiterjeszthető a 64 bites címekre

## ARM licencelők
Az ARM Ltd. nem gyárt a terveik alapján CPU-kat, hanem az architektúrákat az érdeklődő cégeknek licenceli. Az ARM többféle licencelési módot is ajánl, az ártól és az eladható daraboktól függően. Minden ARM licenccel az ARM mag egy elkészíthető hardver leírását, teljes szoftverfejlesztői készletet (fordító, debugger, SDK) és a legyártott ARM CPU-t tartalmazó szilícium eladásának jogát adja. Azon gyártók számára, melyek az ARM magot saját chipjeikbe kívánják beépíteni, többnyire csak a gyártásra kész mag szellemi termékét kívánják felvásárolni, az ARM egy az adott ARM magot leíró kapulistát ad egy absztrakt szimulációs modellel egyetemben, mellyel a programok tesztelhetők és az architektúra integrációja és ellenőrzése egyszerűbbé tehető. Az ambiciózusabb vásárlók (pl. gyártók) választhatják a processzor szellemi termékének Verilog formában való megvásárlását, amellyel architektúra szintű optimalizálás és kiegészítések érhetők el. Így a tervezők különleges célokat érhetnek el, amelyek egyébként elérhetetlenek (magasabb órajel, nagyon alacsony energiafogyasztás, utasítás-készlet kiegészítések stb). Az ARM a továbbadás jogát nem adja el, a licencelők az előállított termékeket (chipek, kártyák, teljes rendszerek stb.) eladhatják. A kereskedő gyártók egy külön csoportot alkotnak: nem csak az ARM magot tartalmazó szilíciumot árulhatják, általában birtokolják az ARM magok további vásárlók számára történő építésének jogát is.
Mint a legtöbb szellemi terméket áruló cég, árait az ARM is az észlelt értékhez viszonyítja. Architekturálisan ez azt jelenti, hogy a kisebb teljesítményű ARM magok licence kevesebbe kerül, mint egy magasabb teljesítményűé. Megvalósítás szempontjából ez annyit jelent, hogy egy egységbe foglalható mag drágább, mint egy macro mag. Az árakat bonyolítja, hogy a kereskedő gyártó (például a Samsung és a Fujitsu) alacsonyabb licencköltséget kínálhat a nagyobb vásárlóknak. Azért cserébe, hogy az ARM magot a gyártó saját tervezőin keresztül kapja meg, a vásárló csökkentheti vagy megszüntetheti az ARM licencdíját. A saját tervezőket nélkülöző kijelölt gyártókhoz (mint a UMC) képest a Fujitsu/Samsung kétszer-háromszor többet kér darabonként. Kis és közepes mennyiség esetén a tervezői szolgáltatásokat is nyújtó gyár alacsonyabb összköltséget jelent (a licencdíj elosztása miatt). A nagy tömegű termelésnél hosszú távon elérhető az alacsonyabb darabár a kijelölt gyárak melletti döntéssel, mivel így az ARM felé egy egyszeri tervezési költséget kell fizetni.
Sok félvezetőgyártó cég rendelkezik ARM licenccel, ezek közül néhány: Analog Devices, Atmel, Broadcom, Qualcomm , Cirrus Logic, Faraday technology, Freescale (a Motorolából 2004-ben kivált cég), Fujitsu, Intel (DEC-el való kapcsolata miatt), IBM, Infineon Technologies, Nintendo, NXP Semiconductors (a Philips-ből 2006-ban kivált cég), OKI, Samsung, Sharp, STMicroelectronics, Texas Instruments és VLSI. Habár az ARM licencfeltételeit védi egy közzétételt tiltó egyezség, az ARM-ot sokan az egyik legdrágább CPU magnak tartják. Egy fogyasztói termék, mely egy ARM magot tartalmaz, a 200 000 USD-t is meghaladó licencköltséget foglalhat magában. Nagy mennyiségű gyártásnál, vagy az architektúra módosításának esetében a licencdíj meghaladhatja a 10 millió USD-t is.
Az ARM szerint több mint 200 licence jó esélyt ad az Intellel szemben a folyamatban levő vitában, hogy melyik architektúrát használják hordozható számítógépekben.

### Megközelítő licenc-költség
Az ARM 2006-os éves jelentése szerint a 2,45 milliárd eladott darabból származó jogdíj 88,7 millió GBP (164,1 millió USD). Ez darabonként 0,036 GBP-t (0,067 USD-t) jelent. Akárhogyis, ez az összes mag átlaga, beleértve az újabb, drágább, és a régebbi, olcsóbb magokat.
Ugyanebben az évben, az ARM licencekből származó bevétele 65,2 millió GBP volt (119,5 millió USD), átlagosan 1 millió GBP licencenként. Újfent ez egy átlag, mind a régi, mind az új magokkal.
Figyelembe véve, hogy az ARM 2006-os bevételének 60%-a a jogdíjból, 40%-a a licencekből származott, az ARM átlagosan 0,06 GBP-t (0,11 USD) hoz a processzorokért (beleértve a jogdíjakat és a licencet). Azonban mivel többnyire az újabb technológiák licencei kerülnek eladásra, az eladott egységek (és így a jogdíjak) nagyobb részét az elfogadottabb termékek teszik ki. Így a fenti számítás nem tükrözi egy ARM termék valós árát.

## Fordítás
Ez a szócikk részben vagy egészben  az   ARM architecture című angol Wikipédia-szócikk ezen változatának fordításán alapul.  Az eredeti cikk szerkesztőit annak laptörténete sorolja fel. Ez a jelzés csupán a megfogalmazás eredetét és a szerzői jogokat jelzi, nem szolgál a cikkben szereplő információk forrásmegjelöléseként.